# Kawthaung
Kawthaung (tiếng Miến Điện: ကော့သောင်မြို့; MLCTS: kau. saung: mrui., phát âm [kɔ̰θàuɴ mjo̰]; tiếng Thái: เกาะสอง; RTGS: Ko Song; tiếng Mã Lai: Pulodua) nằm ở cực nam của Myanma, thuộc vùng Tanintharyi.
Trong thời kỳ Anh chiếm đóng Miến Điện từ năm 1824 đến 1948, khu vực này được gọi là Điểm Chiến thắng  (Victoria Point).
Kawthaung nằm trên bờ tây bắc của cửa Sông Kraburi (tên tiếng Thái: Maenam Kraburi). Tại đây có sân bay Kawthaung .
Cửa khẩu Kawthaung thông thương với Cửa khẩu Ranong ở thị xã Ranong ở bờ nam Sông Kraburi. Thị xã Ranong là thủ phủ tỉnh Ranong và huyện Mueang Ranong, Thái Lan .
Kawthaung bị ảnh hưởng nặng nề nhất bởi thảm họa sóng thần ngày 26/12/2004 trong số các thành phố ở Myanmar.

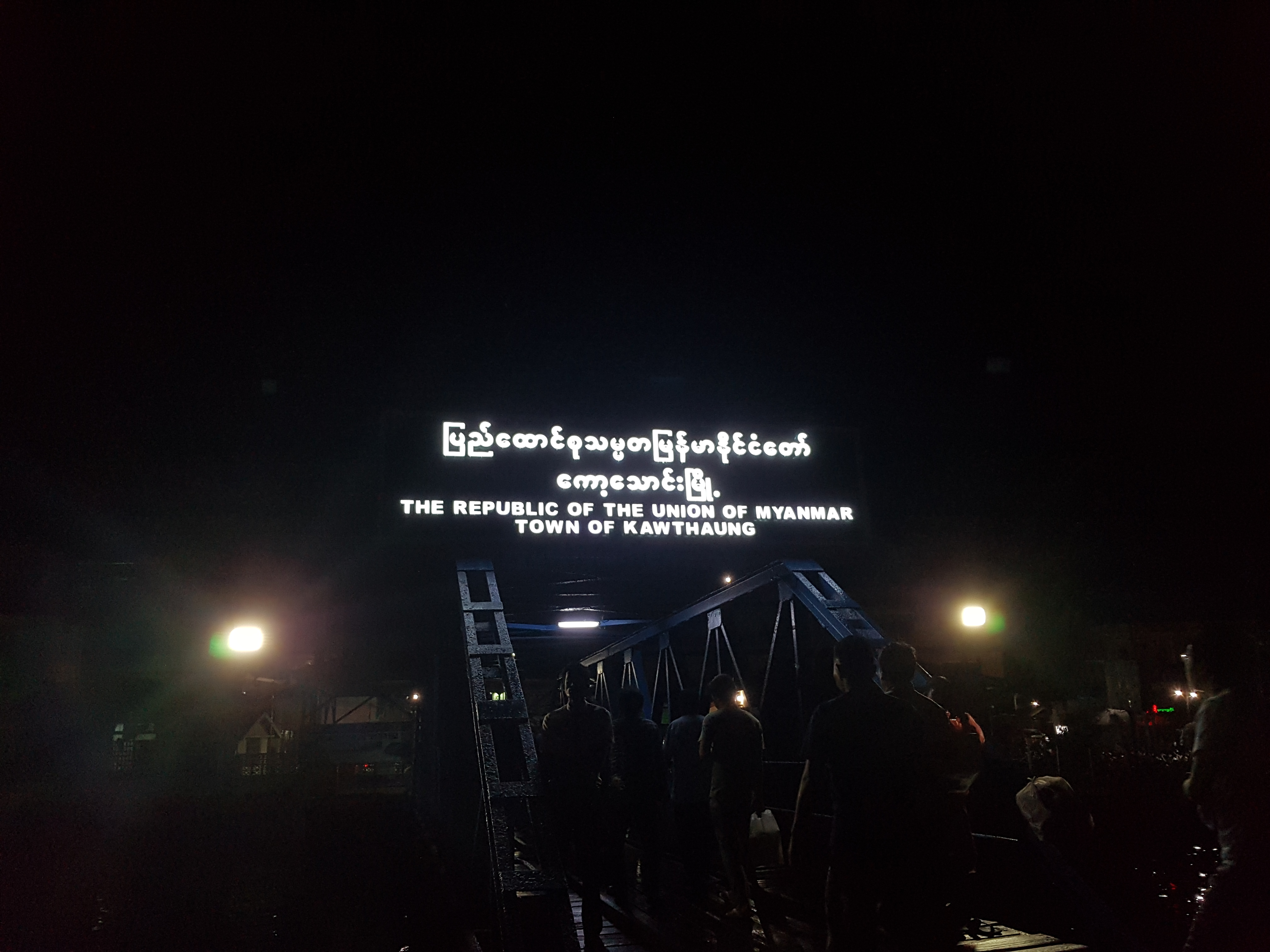
Kawthaung ban đêm

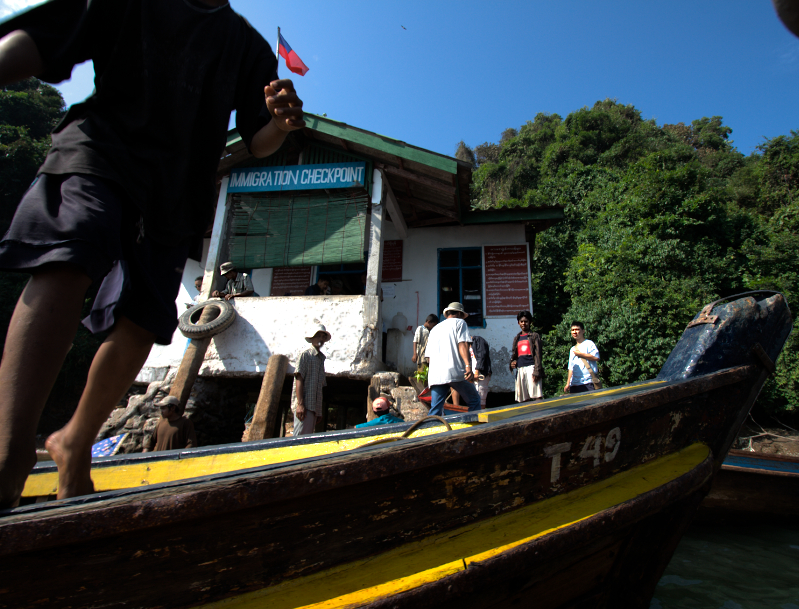
Cửa khẩu Kawthaung